# Gyrophaena fasciata
Gyrophaena fasciata  (лат.) — вид жуков-стафилинид рода Gyrophaena из трибы Homalotini (подсемейство Aleocharinae). Евразия.

## Распространение
Палеарктика: Европа, Россия (включая Сибирь), Украина, Кавказ.

## Описание
Мелкие коротконадкрылые жуки. Длина тела от 1,8 до 2,4 мм, форма овальная, дорзо-вентрально сплющенная. Окраска желтовато-коричневая (голова чёрная, усики жёлтые, переднеспинка темно-коричневая; надкрылья и ноги светлее, желтовато-коричневые; брюшко желтовато-коричневое, 6-7-й тергиты чёрный). Встречаются большими скоплениями. Обнаружены с апреля по октябрь. Личинки и взрослые жуки питаются грибами (облигатные микофаги), в которых живут, питаются и размножаются, откладывают яйца. Поедают споры, базидии и гифы грибницы. Голова имаго широкая, сильно поперечная. Глаза относительно крупные, выступающие (за глазами голова суженная). Язычок длинный и узкий. Губные щупики 2-члениковые. Переднеспинка уже надкрылий. Задние лапки 5-члениковые, а лапки передних и средних состоят из 4 сегментов (формула лапок: 4-5-5).